# Banco Payaguá
Banco Payaguá, aussi appelée Campo Goretta, est une localité argentine située dans le département de Formosa, province de Formosa.

## Description
Situé à quelque 76 kilomètres au sud de la ville de Formosa, par la route nationale 11, c'est un lieu très visité pour pratiquer la pêche en raison de la renommée des « pêcheurs ». Depuis 2012, le Festival de la pêche variée se tient dans cette localité, où s'affrontent des bateaux à moteur et à rames et où l'on peut apprécier les bons spécimens offerts par les ruisseaux Payagua et Payaguai.
Elle compte deux écoles, un centre de santé et un poste de police.

## Démographie
Elle compte 374 habitants (Indec, 2010), ce qui représente une augmentation de 7,78 % par rapport aux 347 habitants (Indec, 2001) du recensement précédent.